# Heilig Kreuz (Bismark)

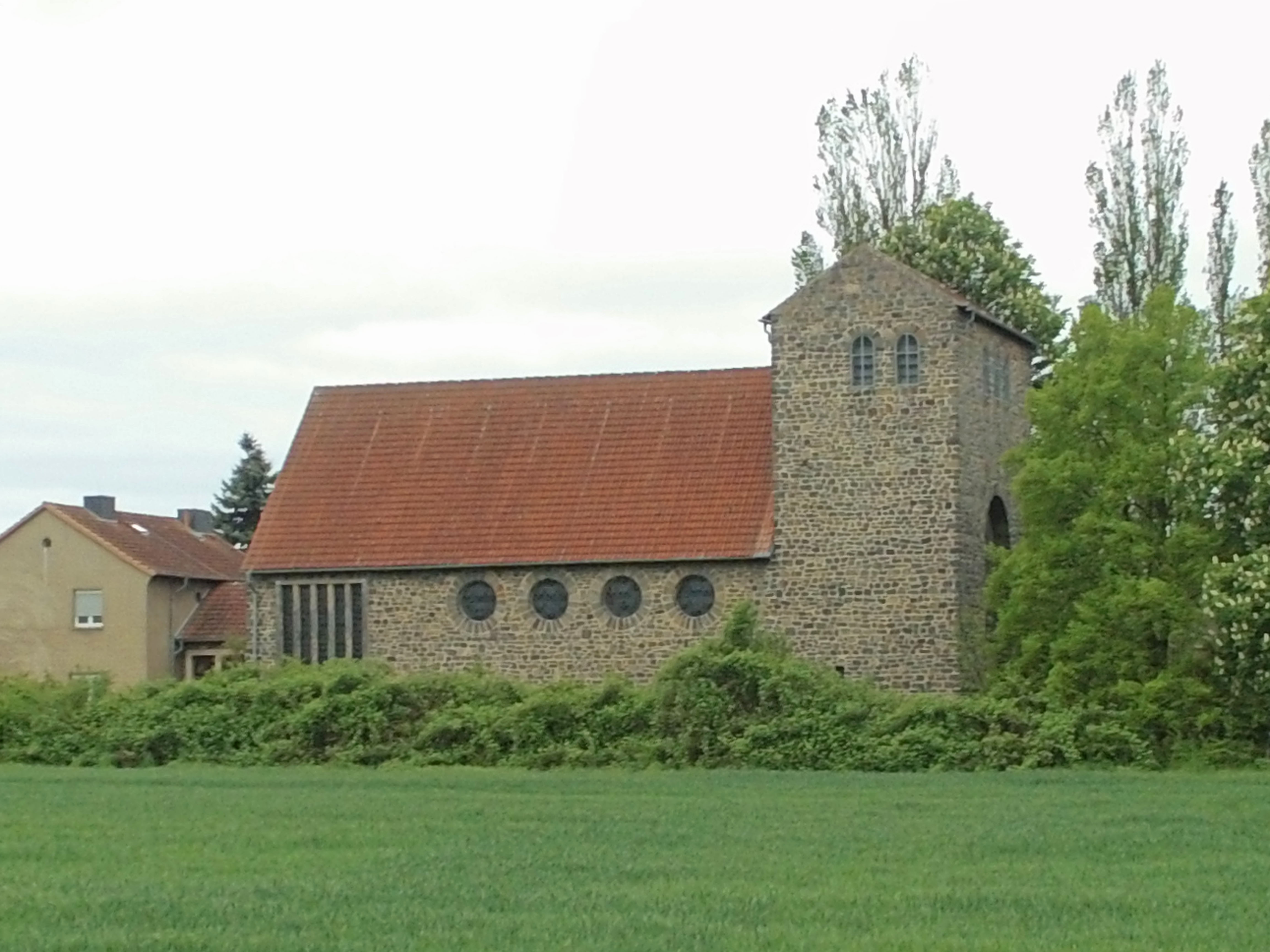
Ostseite

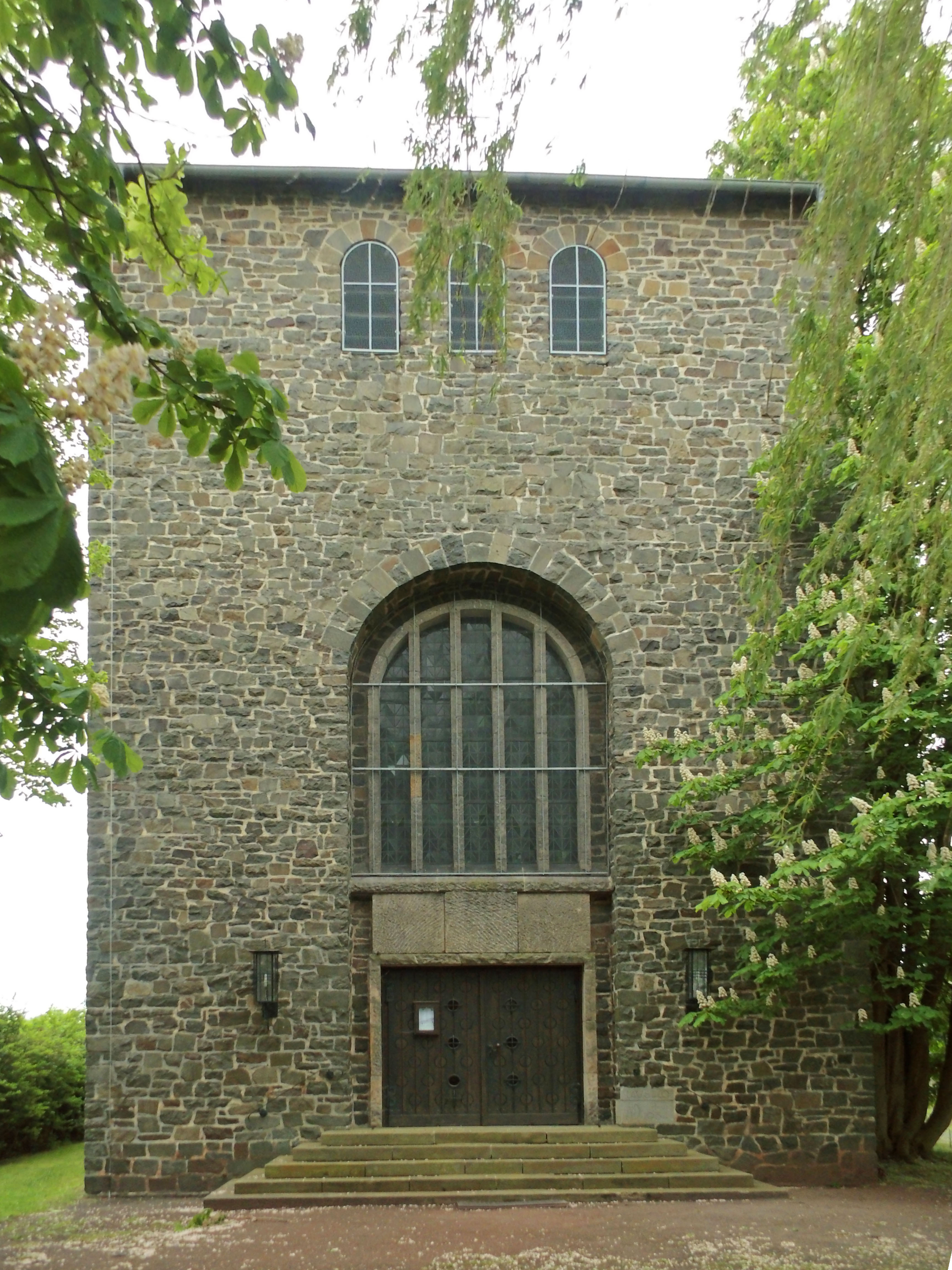
Nordseite

Die Kirche Heilig Kreuz war die katholische Kirche in Bismark, einer Stadt im Landkreis Stendal in Sachsen-Anhalt. Das nach dem Kreuz Jesu benannte Kirchengebäude befindet sich am östlichen Ortsrand von Bismark, an der Straße nach Hohenwulsch, und hat die Adresse Bahnhofstraße 33. Die Kirche gehörte zuletzt zur Pfarrei St. Anna mit Sitz in Stendal, im Dekanat Stendal des Bistums Magdeburg. Das Kirchengebäude ist im Denkmalverzeichnis des Landes Sachsen-Anhalt unter der Erfassungsnummer 094 18196 als Baudenkmal verzeichnet.

## Geschichte
Mit der Einführung der Reformation im 16. Jahrhundert wurden die Bevölkerung und die Kirchen in der Altmark evangelisch-lutherisch.
Von 1910 an wurde in Bismark wieder gelegentlich katholischer Gottesdienst gehalten.
Durch die Flucht und Vertreibung Deutscher aus Mittel- und Osteuropa 1945–1950 vergrößerte sich die Zahl der Katholiken in der Altmark wieder. Zunächst fanden in Bismark katholische Gottesdienste in der evangelischen Kirche statt.
1952 begann der Neupriester Willi Verstege (1925–2013) aus dem Erzbistum Paderborn, zu dem Bismark damals gehörte, seinen Dienst als Kuratus in Bismark, den er bis 1959 ausübte. Am 28. November 1954, dem 1. Sonntag im Advent, erfolgte die Grundsteinlegung der vom Architekten Johannes Reuter entworfenen Heilig-Kreuz-Kirche. 1955 wurde sie fertiggestellt und am 27. Mai 1956 eingeweiht. Die Kirche übernahm das Patrozinium der früheren Wallfahrtskirche zum Heiligen Kreuz, von der heute nur noch der Kirchturm, Goldene Laus genannt, erhalten ist. Auch ein Pfarrhaus wurde erbaut. 1978 gehörten 435 Katholiken zur Pfarrvikarie Bismark.
Ab 1987 wurde auch die Kuratie in Meßdorf von der Pfarrvikarie Bismark mit betreut. Seit zum 1. Januar 2007 Heinz Czarnojanczyk (1936–2013), der letzte ortsansässige Priester in Bismark, in den Ruhestand trat und das Dekanat Stendal verließ, war der Pfarrer aus Stendal auch für die Seelsorge an der Hl.-Kreuz-Kirche in Bismark zuständig.
Am 1. Februar 2007 wurde der Gemeindeverbund „Stendal – Bismark – Giesenslage – Goldbeck – Meßdorf – Osterburg“ errichtet, zu dem außer der Kirche Heilig Kreuz in Bismark auch die Kirchen Unbefleckte Empfängnis in Giesenslage, St. Bernhard in Goldbeck, Hl. Maria von der Verkündigung in Meßdorf, St. Joseph in Osterburg, St. Johannes Baptist in Seehausen, St. Anna in Stendal und St. Elisabeth in Tangerhütte gehörten. Damals gehörten zur Pfarrvikarie Bismark nur noch rund 280 Katholiken. Am 2. Mai 2010 entstand aus dem Gemeindeverbund die heutige Pfarrei St. Anna. Die Kirchen in Giesenslage, Goldbeck, Meßdorf, Seehausen und Tangerhütte wurden inzwischen profaniert. Die Volkszählung in der Europäischen Union 2011 zeigte, dass von den 9.012 Einwohnern Bismarks 226, und somit rund 2,5 %, der römisch-katholischen Kirche angehörten. Der Mehrzahl der Einwohner gehörte keiner Religionsgemeinschaft an.
Am 25. Dezember 2014 fand der letzte Gottesdienst in der Hl.-Kreuz-Kirche statt, bei der das Profanierungsdekret des Magdeburger Bischofs verlesen wurde. Seitdem war bis zu deren Profanierung 2024 die St.-Petrus-Kirche im rund zwölf Kilometer entfernten Kalbe das nächstliegende katholische Gotteshaus, die Katholiken in Bismark gehören jedoch zur Pfarrei St. Anna in Stendal. Am 25. Juni 2015 wurde die Kirche mit dem Pfarrhaus zu einem Mindestgebot von 25.000 Euro zur Versteigerung angeboten. Inzwischen befindet sich das Kirchengebäude in Privatbesitz.